# Арканум (езотеризм)
Арканум (лат. arcanum, таємне)  — термін, що в релігійній практиці давніх римлян означав секретні справи, про які не можна було говорити, наприклад містерії або таємні вчення жерців, абсолютно закриті та недоступні для людей, які в них не посвячені . 
У середньовічній алхімії так називали різні препарати, що нібито мали особливу дію, і склад яких тримали у великій таємниці. 
Звідси арканіст — власник таємних засобів або посвячений у таємне мистецтво, наприклад складних ремесел. 

## Середньовічна алхімія
У середньовічній алхімії крім різних препаратів, що нібито мали особливу дію, і склад яких тримали у великій таємниці, арканумами називали також найвищі прагнення алхіміків  — «еліксир молодості» та «філософський камінь». 
У пізній містико-спекулятивній алхімії під арканумом розуміли щось приховане, безтілесне й безсмертне. 

## Медицина
У медицині використовували «таємні» або «секретні» засоби (лат. arcana/arqana)  — лікувальні препарати, що були дуже поширені, і склад яких тримали у великій таємниці; їх відкидала наукова медицина, вони часто були шкідливі або марні. 

## Християнське богослов'я
«Арканум» в значенні того, що недоступне для непосвячених, перейшов у християнське богослов'я й від XVII століття означав, що церква не повинна була допускати присутність оголошених під час деяких богослужінь і таїнств, головним чином, під час прийняття святих таємниць, таїнства хрещення, таїнства священства, читання молитви господньої та миропомазання. 